# França Teixeira
Antônio França Teixeira (Salvador, 4 de junho de 1944 - 18 de julho de 2013) foi um radialista, apresentador de TV, cronista e político brasileiro. Exerceu o mandato de deputado federal constituinte em 1988.
Trabalhou como locutor esportivo nas décadas de 1970 e 1980, tendo transmitido as Copas do Mundo de Futebol de 1970, 1974, 1978 e 1982.  Foi formado também no curso de direito da Universidade Federal da Bahia (UFBA), em 1971.
Iniciava seu programa de rádio “Resenha Do Meio-dia" executando o hino do Senhor do Bonfim. Difícil era encontrar um rádio na cidade que não estivesse sintonizado no prefixo da Cultura, que no horário ecoava pelos quatro cantos da capital. ”É ferro na boneca, minha cara e nobre família baiana”. Com seus famosos jargões ele foi o primeiro radialista à atender ligações dos ouvintes no ar. 
França Teixeira foi um vanguardista da comunicação, também na televisão. O seu programa na TV Itapuan foi o primeiro talk show do Brasil. Toda segunda-feira, a partir das 22 horas, às vezes invadindo a madrugada, batia recordes e mais recordes de audiência. “França Teixeira Profissão Repórter”, nome depois patenteado para Globo. Nesse programa também foi lançada por Gilberto Gil a canção “Aquele Abraço”.
Com um estilo irreverente, criativo e vibrante, falando de forma simples, do jeito que o povo entendia e queria ouvir, introduzindo expressões populares, França Teixeira explodiu. Virou um fenômeno tropicalista e até o grupo Novos Baianos lançou álbum e música inspirados nele, “Ferro na boneca”. Composição de Paulinho Boca de Cantor e Moraes Moreira. 
Assediado por diversas emissoras do Sul, recusou propostas para sair de Salvador. O máximo a que se permitiu foi fazer parte dos jurados do Chacrinha. Durante três anos, aos sábados, viajou ao Rio de Janeiro, para participar do programa visto nacionalmente através da Rede Tupi de Televisão.
Depois de ter irradiado partidas da seleção brasileira de futebol em países da Europa, Ásia, África e Américas, e de ter trabalhado em quatro Copas do Mundo (México, Alemanha, Argentina e Espanha), França Teixeira se afastou do rádio e televisão aos 38 anos, no auge da sua grande popularidade. Saiu deixando para a história o registro de ter sido o maior de todos os comunicadores que a Bahia teve no século XX.
Iniciou na política candidatando-se como deputado federal, em novembro de 1982, pelo Partido Democrático Social (PSD), tomou posse em fevereiro de 1983, atuando como membro titular da Comissão de Defesa do Consumidor, a qual presidiu nos dois anos seguintes e da Comissão de Esporte e Turismo e como suplente das comissões de Comunicação e do Índio.
Em 1985, filiado ao Partido da Frente Liberal (PFL), foi membro titular da Comissão Parlamentar e Inquérito (CPI) sobre o Instituto Nacional de Assistência Médica da Previdência Social (INAMPS). Foi candidato a prefeitura e saiu em terceiro lugar.
Filiou-se ao Partido do Movimento Democrático Brasileiro (PMDB) em 1986. Elegeu-se duas vezes deputado federal e foi constituinte, sendo o terceiro mais votado da legenda e o quinto em todo o estado. Renunciou ao mandato em setembro de 1989, quando assumiu o cargo de conselheiro do Tribunal de Contas da Bahia.
Foi sócio-fundador da Rádio Clube de Salvador, do Clube de Santo Antônio de Jesus, do Clube Rio de Ouro (Jacobina) e da Fundação de Ensino de São Gonçalo dos Campos (BA).
Morreu no dia 18 de julho de 2013, em sua casa, de causas até hoje desconhecidas.